# Lucas Suppin
Lucas Suppin (gebürtig Lukas, * 2. Juli 1911 in Untertauern; † 24. Februar 1998 in Salzburg) war ein österreichischer Maler der École de Paris.
Ausgehend von der klassischen Ausbildung an der Wiener Kunstakademie und der gegenständlichen konservativen Strömung, die nach dem Zweiten Weltkrieg das Salzburger Kunstleben prägte, ist Suppin nach Frankreich gegangen, um dort eine Eigenständigkeit in der abstrakten Malerei zu entwickeln – eine ganz aus der Farbe resultierende Malerei.

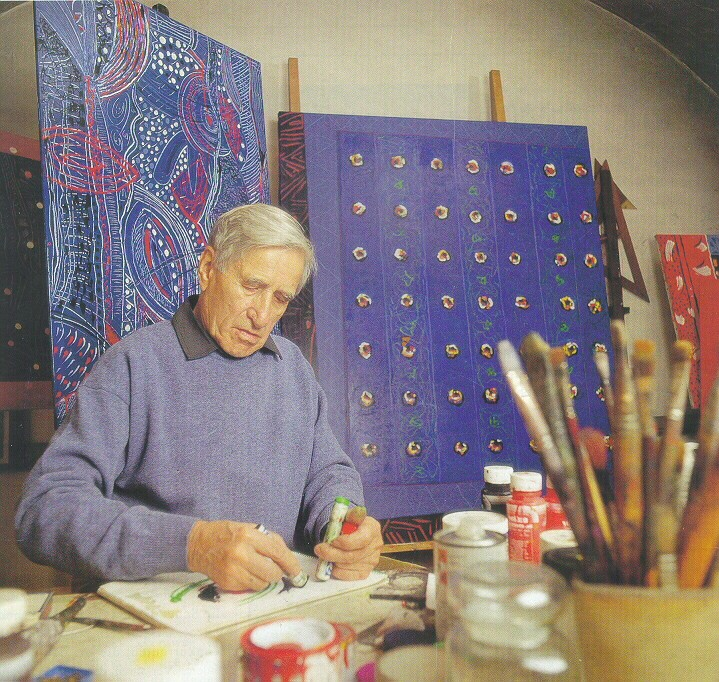
Lucas Suppin in seinem Atelier

## Leben

### Kindheit und Jugend
Lukas Suppin verbrachte als Zweitgeborener gemeinsam mit vier Brüdern seine Kindheit in den durch Armut und bäuerliches Leben geprägten Innergebirgsgauen des Landes Salzburg. Einerseits widerfuhr ihm eine durch Zucht und Strenge geprägte Erziehung durch seinen Vater, Georg Suppin. Andererseits führte ihn aber gerade der Vater nachhaltig an die Malerei, Musik, Literatur und Archäologie heran. Als Schuldirektor in seiner Freizeit selbst begeisterter Maler, Archäologe und insbesondere Fotograf, förderte er nach Kräften die jeweiligen Talente seiner Söhne. So wurde der Vater schon früh auf die zeichnerische Begabung seines Sohnes Lukas aufmerksam und unterstützte diese so weit es ihm möglich war. Der älteste Bruder Georg indessen wählte den Weg eines Schriftstellers; und der ein Jahr nach Lukas geborene Erwin wurde Architekt.
Weitere Stationen:
- nach Abschluss der Realschule erste Zeichenkurse bei Tony Angerer in Salzburg
- von 1931 bis 1933 Besuch der Kunstgewerbeschule in Wien
- von 1933 bis 1937 Ausbildung an der Akademie der bildenden Künste Wien bei Wilhelm Dachauer
- von 1939 bis 1945 einfacher Soldat mit künstlerischer Tätigkeit in der Division
- von 1945 bis 1950 Teilnahme bei den laufenden Ausstellungen des Salzburger Kunstvereins
- 1948 Aufnahme in die Wiener Secession

### Frankreich
1950 verließ Suppin als Maler des figurativen Expressionismus Österreich in Richtung Frankreich, um an die Wurzeln der Moderne zu gehen. Dieser Schritt war für ihn der Bruch von der herkömmlichen Malerei zur steten Suche nach neuen Formen. Ab dieser Zeit schreibt er sich Lucas mit „c“, der Austausch dieses Buchstabens war der Auftakt zu einem neuen Lebensprogramm. Er war damals Anfang Vierzig, offen für Neues – mit dem Gefühl, sich aufgrund der gestohlenen Kriegsjahre noch kaum künstlerisch weiter entwickelt zu haben. Es begann für ihn eine stürmische Zeit, seine Malerei änderte sich völlig.
Marseille wird für die ersten zwei Jahre seine erste französische Heimat, wie alle damaligen Künstler pendelte er jahreszeitenabhängig zwischen der Côte d’Azur und Paris. In Marseille lernte Suppin den polnischen Maler Moise Kisling kennen, welcher ihn in den Künstlerkreis rund um Picasso einführte. Suppin pflegte einen engen Kontakt zu den damaligen Vertretern der école de Paris, so u. a. mit Poliakoff, Manessier, Hartung, Ubac, Soulages etc. Er nahm an dieser großen Welt der Kunst aktiv teil, in einer Zeit, wo eine gewaltige Aufbruchsstimmung herrschte, wo sich alles traf und wo die Abstraktion bzw. wie Michel Tapié de Celeyran – ein enger Freund Suppin´s – es ausdrückte „un art autre“ ihr neues zu Hause fand.
Ab 1953 wurde sein neuer Wohnsitz Saint-Paul-de-Vence, wo er in den Kreis der dort ansässigen Künstlerschar aufgenommen wurde. Als „Zugereister“ genoss er das Privileg, in der berühmten Malerkolonie St. Pauls voll akzeptiert zu sein. Es entstanden zunächst kubistische Werke, Suppin verließ sukzessive die gegenständliche Malerei und wendete sich der Kunst des „Informel“ zu, welche die traditionellen Formen ablehnte. Ab diesem Zeitpunkt führte ihn sein Weg bin zur Abstraktion.
Erste Begegnungen, teils enge Freundschaften und gemeinsame Ausstellungen mit Picasso, Léger, Atlan, Prévert, Chagall, Fautrier, Tzara u. a. führten zum Kennenlernen der französischen Maltradition, die in der Malerei Suppin´s eine komplette Wandlung vollzog. So bekannte sich Suppin bis zuletzt zur reinen Farbe, zur Linie, zum Impulsiven. Picasso und Matisse prägten Suppin besonders und gaben ihm den entscheidenden Impuls in die Hinwendung zur abstrakten Kunst.

### Salzburg
Achtzehn Jahre wurde Frankreich sein Aufenthaltsort. Familiäre Gründe führten ihn 1967 nach Salzburg zurück. Schloss Freisaal wurde ihm dabei schöpferischer Ort und neues zu Hause. Als künstlerischer Einzelgänger stieß er in der pittoresken Stadt Salzburg auf Widerstand, man empfand seine Arbeiten als fremdartigen Import.
In den 70er Jahren entwickelte er eine neue eigene Handschrift, er setzt sich mit dem Materialbild auseinander, eine Technik, mit der er Pionier der österreichischen Avantgarde war. Jahrelang verschrieb er sich dem Material von Erde, Sand, Gesteinen bis hin zu edlen Metallen und Textilien. Zu Beginn der 80er Jahre brach er jedoch abrupt mit dieser Gestaltungsweise, weil er spürte, dass das Material nicht die Herrschaft über den schöpferischen Geist erhalten sollte. Zunächst nähert er sich seinen Malerkollegen Pollock und Tápies. Es ging ihm jedoch nur um Etappen aus dieser Stilentwicklung, indem er aus der Affektion heraus etwas auszudrücken, aufzugreifen versucht und dann in die eigene Bildsprachlichkeit überführt. Wichtigster geistiger Weggefährte und enger Freund wird ihm zu dieser Zeit (1983–1988) Peter Handke. Lange Spaziergänge und tiefgehende Gespräche spiegeln sich in den Werken beider Künstler wider. In der Zeit gemeinsamer Freundschaft entstand 1986 Handkes Film „Das Mal des Todes“ (Kamera Xaver Schwarzenberger), eine Literaturverfilmung von Marguerite Duras Buch „la maladie de la mort“ in den Wohnräumen von Suppin. Eines seiner Bilder, eine große Leinwand in monochromen Rot, spielt dabei eine zentrale Rolle im Bildhintergrund.
In seinem Spätwerk, Suppin ist bereits über 80, zeigt er eine Hegemonie strahlender Farben. Beeinflusst vom Licht der Sahara Algeriens, wohin sich Suppin über Wintermonate zurückzieht, findet mittels eines gestischen Impetus und Explodierens des Kolorits eine nochmalige starke Verselbständigung des Künstlers statt.

## Leistungen
Lucas Suppin gehörte zu jenen Künstlern, die eigene Wege mit einer ewig jungen Bereitschaft zur Erneuerung suchten. So wenig er sich von Österreich assimilieren lassen wollte, so wenig er den in Wien entsprungenen Kunstrichtungen folgen mochte, so wenig hat er dort etwas von der aus ihm selbst heraus entwickelten Substanz weitergeben können. Ein Solitär und als solcher von vielen erst nach langer Zeit erkannt. Sein Werk wird dem Stellenwert in der österreichischen Kunstgeschichte noch finden, da er einen wesentlichen Beitrag zur Breite der Variationen in der Moderne geleistet hat. So war es folgerichtig, dass Frankreich den österreichischen Maler Suppin am 27. Juni 1985 zum Ritter der französischen Ehrenlegion erhoben hatte, eine für Ausländer höchst seltene Auszeichnung.

## Werke
- Wald, (Museum Carolino Augusteum, Salzburg), Tempera auf Karton, signiert, datiert 1943, 57,5 cm × 46,5 cm
- Gaisberg bei Salzburg mit Hellbrunnerallee (Museum Carolino Augusteum, Salzburg), Tempera auf Karton, signiert, datiert 1943, 45 cm × 56,5 cm
- St. Paul de Vence (les Rembards, St. Paul), Öl auf Holz, signiert, datiert 1954, 110 cm × 200 cm
- Glasfenster und Bronzetüre (Aussegnungshalle Bürmoos), signiert, datiert 1974.
- Abstrakte Skulptur (Autohaus Schmidt, Salzburg), Metall lackiert in Rot, 1980, Höhe: 300 cm
- Abstrakte Komposition in Rot (Sammlung MUMOK Wien) signiert, datiert 1981, 195 cm × 130 cm
- Abstrakte Komposition (Graphische Sammlung Albertina), Acryl, signiert, datiert 15.VII 1981, 50 cm × 64,9 cm
- Strich, Kreis, Geometrie (Donauturm, Wien) Gouache auf Maxplatte, signiert, datiert 1984, 400 cm × 225 cm
- Geometrische Kompositionen (Höhere Technische Bundeslehranstalt Salzburg) Goache auf Maxplatte, signiert, datiert 1984, 260 cm × 220 cm
- Farbkompositionen (Berufsschule III, Salzburg) Gouache auf Maxplatte, signiert, datiert Juli 1984, 280 cm × 225 cm
- Denken an Matisse, (Verwaltungssenat Salzburg) Acryl auf Leinwand, signiert, datiert 1990, 84 cm × 130 cm

## Ehrungen
- 1950 Preis der Salzburger Landesregierung
- 1973 Verleihung des Titels „Professor“ durch den Österreichischen Bundespräsidenten
- 1981 Verleihung des „Goldenen Verdienstzeichens des Landes Salzburg“
- 1984 „Medaille de l´honneur de la ville de Reims“
- 1985 François Mitterrand zeichnet Suppin mit dem Orden eines Ritters der Ehrenlegion aus („Chevalier de la Légion d'honneur“)
- 1986 Verleihung des „Ehrenbechers des Landes Salzburg“
- 1991 Verleihung des „Ringes der Stadt Salzburg“
- 1991 „Ehrenkreuz für Wissenschaft und Kunst“ der Republik Österreich

## Widmungen, Briefe
- „Carl Orff“, Brief vom 27. Juni 1965.
- „Elisabeth Taylor“, Brief vom April 1968.
- „Jacques Préverts“, Widmung 1975.
- „Michel Tapié de Celeyran“, Vorwort zur Ausstellung am 22. Oktober 1976 im Palais du Tau in Reims sowie eigene Widmung, Paris 1976
- „Peter Handke“, für Lucas - die Stadtmitte und der Rand, 7. Mai 1985.

## Ausstellungen
Zusammenfassung der wichtigsten Ausstellungen
- 1953 Personalausstellung in der Galerie Valentin, Nizza.
- 1954 Gruppenausstellung in Vallauris, „Picasso und 25 Maler“.
- 1954 Teilnahme an der Ausstellung „Art Liturgique“ in Paris mit Matisse und Rouault.
- 1956 Ausstellung „Les peintres de la Côte d´Azur“, mit Picasso, Chagall, Miro, Atlan und anderen, Galerie Matarasso, Nizza.
- 1956 Personalausstellung Galerie Matarasso, Nizza.
- 1957 Ausstellung „Les peintres de St. Paul et ses amis“ mit Picasso, Poliakoff, Prévert und anderen, in der Galerie Matarasso, Nizza.
- 1957 Personalausstellung Galerie de France, Nizza.
- 1958 Ausstattung der Blumenschau im Rahmen der Weltausstellung in Brüssel.
- 1960 Personalausstellung, Kunstverein Salzburg in der Residenz.
- 1964 Ausstellung Galerie Méditerranée, Cannes und in der Galerie Stadler, Paris.
- 1965 Personalausstellung Galerie TAO, Palais Palffy, Wien.
- 1966 Ausstellung zu den Festspielen in Bayreuth.
- 1972 Personalausstellung Galerie TAO, Wien und bei Bräckerbohm, Köln.
- 1974 Personalausstellung Maison Collette Bovy, Liège und bei Bräckerbohm, Köln.
- 1975 Personalausstellung im Trakl Haus Salzburg.
- 1976 Personalausstellung Galerie Cyrus, Paris und im Palais du Tau, Reims
- 1977 Personalausstellung im Palais Lobkowitz, Wien
- 1982 Personalausstellung in der „Galerie in der Staatsoper“, Wien,
- 1983 Personalausstellung in Arles im Zuge der Veranstaltung „10 Tage Österreich in Arles“.
- 1985 Teilnahme an der Ausstellung „Centre International d´Art Contemporain“ C.I.A.C. in Paris.
- 1990 Personalausstellung im Französischen Kulturinstitut „En pensant à Matisse“, Palais-Clam-Gallas, Wien.
- 1991 Jubiläumsausstellung zum 80. Geburtstag in der Galerie Weihergut, Salzburg.
- 1993 Personalausstellung Galerie Schloß Porcia, Spittal a.d. Drau.
- 1996 Personalausstellung „Arbeiten auf Papier“ Galerie Weihergut, Salzburg.

- 2008 Werkschau zum 10. Todesjahr, 29. Februar – 22. Juni 2008, Salzburg Museum in der Neuen Residenz, Mozartplatz 1, 5010 Salzburg.
- 2008 Ausstellung anlässlich 10. Todesjahr, 15. Februar – 12. April 2008, Galerie Weihergut, Linzergasse 25, 5020 Salzburg.